# Jacobello Alberegno

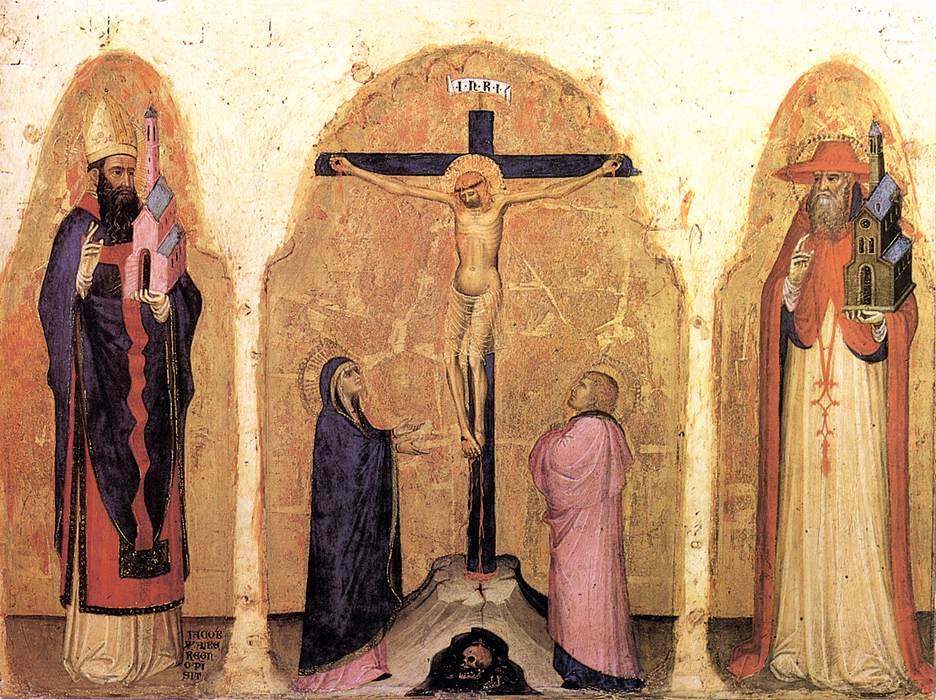
Cristo crocifisso tra la Madonna e san Giovanni con i Santi Gregorio e Girolamo, trittico, Gallerie dell'Accademia, Venezia

Jacobello Alberegno, o Iacobello (... – Venezia, ante 14 luglio 1397), è stato un pittore italiano.

## Biografia
L'unica notizia certa sulla sua biografia è il testamento della moglie Zanetta del 14 luglio 1397, dove risulta già deceduto. Quel testamento è anche rilevante in quanto ne conferma il cognome Alberegno, fino al 1909 data della pubblicazione ritenuto improbabile. 
Fu uno dei pochi pittori trecenteschi veneziani che subirono l'influsso di Giotto e dei giotteschi.
L'unica opera firmata, il piccolo Trittico della Crocifissione nelle Gallerie dell'Accademia a Venezia, messa in dubbio da Cavalcaselle ma pienamente riconfermatagli nel 1947 dal Longhi grazie alle pulizie del 1939, rivela un contrasto tra la parte centrale della Crocifissione  – di più stretta derivazione giustiana, e di lì ai modelli toscani più antichi – e quelle laterali, coi santi Gregorio e Girolamo smisuratamente allungati rispetto alle più umane misure delle figure centrali e nettamente ispirate alla scuola ancora bizantineggiante di Paolo Veneziano, anche nella «intensità sfolgorante dei rossi e degli azzurri».
Ancora il Longhi ha convincentemente attribuito ad Alberegno anche il Polittico dell'Apocalisse, pure all'Accademia, già nella chiesa del monastero di San Giovanni Evangelista a Torcello fino alle soppressioni poi smembrato e in parte trasferito a Vienna ms restituito dopo la prima guerra mondiale. Attualmente sono conservate alle gallerie dell'Accademia cinque tavolette: La vendemmia, La grande meretrice, la Visione di san Giovanni a Patmos (pannello centrale), La cavalcata e il Giudizio universale. Nel 1997 sono stati riferiti allo stesso polittico due tavolette dell'Ermitage raffiguranti la Gerusalemme celeste e presumibilmente (in quanto rubato e mai più ritrovato) Michele e i suoi angeli lottano contro il drago. I notevoli influssi di Giusto de' Menabuoi l'avevano fatto attribuire anche a questi, tra gli altri. In questo caso Jacobello rende omaggio a Giusto ma traduce «la parlata del toscano su un piano più veneziano» nella luminosità dei colori e nell'aulica ricchezza di sensi allegorici della tavoletta centrale della Visione di san Giovanni a Patmos.
Suo congiunto fu Pietro Alberegno, pure pittore, citato nella parrocchia di Santa Lucia l'11 maggio 1394, la stessa di Jacobello. Non è possibile stabilire alcuna relazione con la famiglia patrizia Alberegno, già estinta nel 1301, né con gli altri facoltosi Alberegno che possedevano alcune case attorno alla corte omonima in fondamenta degli Ormesini e che avevano alcune sepolture ai Servi.